# Berthold Tillmann
Berthold Tillmann (* 6. März 1950 in Sundern) ist ein Münsteraner Lokalpolitiker (CDU) und war von 1999 bis 2009 der Oberbürgermeister von Münster.

## Leben
Tillmann studierte von 1969 bis 1974 Soziologie, Politikwissenschaft, Psychologie und Erziehungswissenschaft an der Westfälischen Wilhelms-Universität Münster und wurde 1984 promoviert.
Seit 1980 war er in verschiedenen Position in der Stadtverwaltung von Münster beschäftigt. Im Jahr 1993 wurde er Stadtkämmerer. Bei den nordrhein-westfälischen Kommunalwahlen 1999 gewann er die damals erstmals stattfindende Direktwahl zum Oberbürgermeister im ersten Wahlgang mit 57,5 % der Stimmen gegen die amtierende Oberbürgermeisterin Marion Tüns (SPD). 2004 gewann er die Stichwahl gegen Christoph Strässer (SPD) mit 53,8 % und wurde im Amt bestätigt.
Im Jahre 2006 saß Tillmann in den Aufsichtsräten der Flughafen Münster Osnabrück GmbH und der Provinzial NordWest Holding, war Vorsitzender des Verwaltungsrates der Sparkasse Münsterland Ost und saß im Regionalbeirat der RWE Rhein-Ruhr AG sowie im Beirat „Öffentliche Kunden“ der WestLB.
Am 14. Mai 2007 kündigte Tillmann an, bei der nächsten Kommunalwahl im Jahre 2009 nicht mehr für das Amt des Oberbürgermeisters zu kandidieren.  Als Nachfolger wurde bei der Kommunalwahl am 30. August 2009 Markus Lewe (CDU) gewählt, der das Amt am 21. Oktober 2009 von Tillmann übernahm.
Tillmann ist verheiratet und Vater einer erwachsenen Tochter.